# 분산 컴퓨팅
분산 컴퓨팅(distributed computing)은 분산 시스템(distributed systems)을 연구하는 컴퓨터 과학의 한 분야로, 인터넷에 연결된 여러 컴퓨터들의 처리 능력을 이용하여 메시지를 하나에서 다른 하나로 보냄(message passing)으로써 거대한 계산 문제를 해결하려는 분산처리 모델이다.
유휴 개인용 컴퓨터의 프로세싱 자원을 활용하려는 생각은 1970년대 초 인터넷의 효시로도 불리는 ARPANET이 처음 등장할 때 나타났다. Creeper와 Reaper 같은 몇몇 프로그램들이 출현했으며, 인터넷의 대중화로 1997년에 RSA Data Security사가 Distributed.net 프로젝트를 시작하여 약 30만 명의 이용자가 참여하였으며 DES 64 비트 암호를 해독하였다.
해외의 분산컴퓨팅 프로젝트 동향을 살펴보면 미국을 중심으로 영국, 독일 등 유럽등 여러 곳에서 분산 컴퓨팅에 의한 프로젝트에 관심을 보이고 있고, 바이오 분야, 기상, 인공지능, 수학, 암호학 등 다양한 응용분야에 대한 프로젝트가 진행되고 있다.
이중 가장 대중적으로 성공을 거두고 있는 것은 유명한 프로젝트인 SETI@Home (Search for Extraterrestrial Intelligence, 외계 지적생명체 탐사) 프로젝트이다. SETI@Home은 1999년 본격적으로 프로젝트를 시작해 2003년 기준으로 약 300만 명 이상의 이용자가 참여하고 있다.
이외에도 스탠포드대학과 영국의 옥스퍼드대학 등이 중심이 되어 @Home 프로젝트의 중추적인 역할을 수행하고 있으며, 관련 업체로써는 Entropia, United Devices, Parabon 등이 대표적으로 바이오 분야의 프로젝트를 집중적으로 수행하고 있다.
대한민국에서는 정보통신부가 2002년부터 '코리아앳홈 프로젝트'를 추진하고 있다. 이 사업은 인터넷 기반 분산컴퓨팅 기법을 활용해 수십∼수백 만대의 유휴 PC를 모아 가상의 대용량 슈퍼컴퓨팅을 구현하는 것이 기본목표다. 현재는 종료되었다.

## 병렬 컴퓨팅과의 관계

(a), (b): 분산 시스템.
(c): 병렬 시스템

분산 시스템은 네트워크로 이루어진 컴퓨터들의 그룹이며, 업무를 위해 공통의 목표를 가지고 있다. 병행 컴퓨팅, 병렬 컴퓨팅, 분산 컴퓨팅은 서로 겹치는 부분이 많으며 이들 중 분명한 차이가 존재하지는 않는다.

## 역사
메시지 전달을 통해 통신하는 병행 프로세스의 이용은 1960년대에 연구된 운영 체제 구조에 그 뿌리가 있다. 최초로 널리 사용되는 분산 시스템은 이더넷과 같은 근거리 통신망으로, 1970년대에 발명되었다.
인터넷의 전신인 ARPANET은 1960년대 말에 도입되었으며, ARPANET 이메일은 1970년대 초에 발명되었다. 이메일은 ARPANET의 가장 성공적인 애플리케이션이 되었으며, 대형 분산 애플리케이션의 최초의 예로 간주할 수 있다.

## 같이 보기
- 행위자 모델
- BOINC
- 데이터플로 프로그래밍
- 분산 알고리즘
- 분산 운영 체제
- 궁극적 일관성
- 포그 컴퓨팅
- Folding@home
- 그리드 컴퓨팅
- 인페르노 (운영체제)
- 오픈하모니
- 훙멍
- 플랜 9 (운영체제)